# Elaphoglossum palmeri
Elaphoglossum palmeri är en träjonväxtart som beskrevs av Lucien Marcus Underwood och Maxon. Elaphoglossum palmeri ingår i släktet Elaphoglossum och familjen Dryopteridaceae. Inga underarter finns listade.